# Guerino Domenico Picchi
Guerino Domenico Picchi, OFM (ur. 26 sierpnia 1915 w Ferentino we Włoszech, zm. 19 lipca 1997) – włoski biskup, emerytowany wikariusz apostolski w Aleppo w Syrii, franciszkanin.

## Życiorys
Bp Picchi należał do zakonu franciszkańskiego. Został wyświęcony na kapłana w 1941. Papież Jan Paweł II wyniósł go do godności biskupiej w 1980. Picchi był biskupem tytularnym Sebaste w Palestynie, wikariuszem apostolskim Aleppo w Syrii. Sakrę biskupią otrzymał z rąk pronuncjusza apostolskiego w Aleppo bpa Angelo Pedroniego. Współkonsekratorami byli ormiański katolicki abp Aleppo Georges Layek oraz melchicki abp Aleppo Néophytos Edelby. Bp Picchi przeszedł na emeryturę w 1992, składając rezygnację na ręce papieża Jana Pawła II. Zmarł w 1997.

### Sukcesja apostolska
| Sukcesja apostolska      |                     |
| Konsekrator:             | Angelo Pedroni      |
| Współkonsekrator:        | Georges Layek       |
| Współkonsekrator:        | Néophytos Edelby    |
| Data konsekracji         | 21 września 1980    |
| Miejsce konsekracji      | ―                   |
| Konsekrował              |                     |
| Biskup                   | Data konsekracji    |
| Armando Bortolaso        | 4 października 1992 |
| Współkonsekrował         |                     |
| Biskup                   | Data konsekracji    |
| Kamal Hanna Bathish      | 3 lipca 1993        |
| Giacinto-Boulos Marcuzzo | 3 lipca 1993        |